# Maria Bonnevie

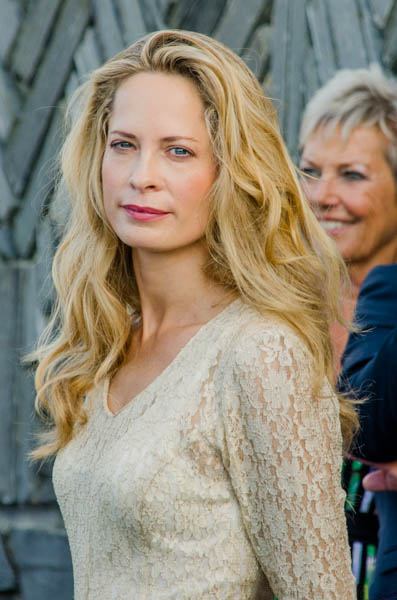
Maria Bonnevie, 2014

Anna Maria Cecilia Bonnevie (* 26. September 1973 in Västerås, Schweden) ist eine norwegisch-schwedische Schauspielerin.

## Leben und Karriere
Maria Bonnevie kam als Tochter der norwegischen Schauspielerin Jannik Bonnevie und des schwedischen Schauspielers Per Waldvik zur Welt und wuchs bei ihrer Mutter in Oslo auf. Ihre Schauspielausbildung an der Swedish National Academy of Mime and Acting schloss sie 1997 ab, im selben Jahr debütierte sie am Schwedischen Nationaltheater in Stockholm.
Ihre ersten Filmrollen hatte Bonnevie bereits 1991 in Hrafn Gunnlaugssons Der weiße Wikinger und als Prinzessin in dem Märchenfilm Der Eisbärkönig. In der Folgezeit stand sie unter anderem für Bille August in dessen Filmadaption von Selma Lagerlöfs Jerusalem vor der Kamera und wirkte in Erik Skjoldbjærgs vielbeachtetem Debütfilm Todesschlaf mit. Unter der Regie von John McTiernan und Bestsellerautor Michael Crichton war sie 1999 in Der 13te Krieger auch in einer Hollywood-Produktion zu sehen.
2002 gehörte Maria Bonnevie zu jenen europäischen Nachwuchsschauspielern, die im Rahmen der Internationalen Filmfestspiele Berlin als Shooting Stars präsentiert wurden. Ebenfalls 2002 überzeugte sie in der Titelrolle von Ole Bornedals Romanverfilmung Dina – Meine Geschichte nach einem Bestseller von Herbjørg Wassmo an der Seite von Gérard Depardieu. Für ihre darstellerische Leistung wurde Maria Bonnevie im selben Jahr mit dem norwegischen Amanda sowie beim Montreal World Film Festival als Beste Schauspielerin ausgezeichnet. Bei den dänischen Filmpreisen Bodil und Robert wurde sie zudem 2003 jeweils mit einer Nominierung als Beste Hauptdarstellerin bedacht.
In Christoffer Boes Spielfilmdebüt Reconstruction war Maria Bonnevie 2003 in einer Doppelrolle zu sehen, nachdem sie bereits 2001 mit dem Regisseur in dessen Abschlussfilm Anxiety zusammengearbeitet hatte. 2007 übernahm sie die weibliche Hauptrolle in Andrei Swjaginzew Drama Die Verbannung und stand für den Politthriller Was niemand weiß vor der Kamera. 2009 gehört sie der Jury des Internationalen Filmfestival Karlovy Vary an.
Maria Bonnevie war von 1998 bis 2003 mit dem schwedischen Schauspieler Mikael Persbrandt liiert, seit 2006 ist der norwegische Journalist und Fernsehmoderator Fredrik Skavlan ihr Lebensgefährte.

## Filmografie (Auswahl)
- 1991: Der weiße Wikinger (Hvíti víkingurinn)
- 1991: Der Eisbärkönig (Kvitebjørn Kong Valemon)
- 1994: Telegrafisten
- 1996: Jerusalem
- 1997: Todesschlaf (Insomnia)
- 1999: Der 13te Krieger (The 13th Warrior)
- 2001: Dorn im Auge (Øyenstikker)
- 2001: Anxiety
- 2002: Dina – Meine Geschichte (Jeg Er Dina)
- 2002: Himmelfall
- 2003: Reconstruction
- 2003: I am David
- 2004: Day and Night (Dag Och Natt)
- 2004: Eiskalte Bedrohung (Hotet)
- 2007: Die Verbannung
- 2008: Was niemand weiß (Det Som Ingen Ved)
- 2009: The Angel (Engelen)
- 2012: Unschuld (Uskyld)
- 2014: Zweite Chance (En chance til)
- 2015: Die Hüterin der Wahrheit – Dinas Bestimmung (Skammerens datter)
- 2018: Phönix (Føniks)
- 2018: Astrid (Unga Astrid)
- 2020: Der Rausch (Druk)